# جاب فان ديسل
جاب تامينو فان ديسل (بالإنجليزية: Jaap van Dissel)‏ هو عالمٌ هولندي متخصص في علم الفيروسات وعلم الأمراض المعدية ولد في 29 أبريل 1957 في أمستردام ، وهو مدير مركز مكافحة الأمراض المعدية (CIB) في المعهد الوطني الهولندي للصحة العامة والبيئة (RIVM).  وهو أيضًا أستاذ في جامعة ليدن في تخصص الطب الباطني ، وخاصة الأمراض المعدية.

## أزمة كورونا
في عام 2020، تصدر فان ديسل عناوين الصحف بشكل متكرر كخبير في مكافحة الأمراض المعدية وكرئيس لفريق إدارة الأزمات لمتابعة جائحة فيروس كورونا وجائحة فيروس كورونا في هولندا وجائحة فيروس كورونا 2 المرتبط بالمتلازمة التنفسية الحادة الشديدة (SARS-CoV-2). بناء على بعض من نصائحه، اتخذ المجلس الإستشاري الثالث الهولندي تدابير للصحة العامة لمنع انتشار المرض الفيروسي، بما في ذلك «الإغلاق أو حظر التنقل».  وقد شرح دواعي هذه الإجراءات كمتحدث في العديد من المؤتمرات الصحفية الحكومية.